# 경광등
경광등이란 긴급한 상황을 알리거나 위험한 요소를 미리 알리기 위해 사용되는 등화를 가르키는 용어이다. 사람이 불빛을 보면서 잘 인지할 수가 있도록 경광등에서 나오는 불빛은 밝은 것이 특징이다.

## 특징
경광등은 사람들에게 긴급한 상황을 알리거나 위험한 요소를 알리기 위해 사용되는 등화로 주로 긴급자동차나 위험한 시설이 많은 산업 시설 및 건설 현장 등에서 많이 사용된다. 
보통 사이렌하고 혼용되기도 하지만 사이렌은 긴급한 상황이나 위험한 요소에서 사람들에게 위험을 알리기 위해 소리를 내는 음향장치라는 점이며 경광등은 그것에 대해 불빛으로 긴급한 상황이나 위험한 요소를 확실하게 알리기 위한 보조장치이다. 
경광등은 주로 적색이 많이 쓰이지만 적색+청색, 청색, 녹색, 황색 등도 쓰인다. 
또한 작동방식에 따라서 경광등은 회전식과 점멸식으로 나뉘며 점멸식의 경광등은 LED를 사용하는 경우가 많다. 
형태에 따른 분류는 각각 원형, 장방형, V자형, 분리형, 차량내부형, 벽부착형, 전조등형, LED 슬림형, 리프트 경광등으로 나뉘게 된다.

## 경광등의 쓰임새와 종류 및 국가별 사용하는 경광등의 종류
이항목에는 경광등의 쓰임새와 종류 및 국가별 사용하는 경광등의 종류를 모두 나열하였다.

### 경찰차에 쓰이는 경광등
경찰차에는 주로 적색+청색이 쓰인다. 공권력을 위해서 쓰이는 경광등이며 이외에 군내부의 질서 유지 및 부대의 질서정연한 이동에 쓰이는 차종이나 이외에 폭발물처리반에서도 쓰이고 소년원이나 교도소 등에서 범죄자를 호송하거나 도주한 범죄자를 다시 잡아들이는 데에 쓰이는 차량들이 주로 이경광등을 사용한다.

### 소방차에 쓰이는 경광등
소방차에 쓰이는 경광등은 적색의 단일 경광등이며 구급차 중에서도 119구급차의 경우는 최근 도입 건부턴 적색의 경광등을 달고 나온다. 과거에는 일반 구급차들처럼 녹색의 경광등도 쓰였지만 2014년에 119구급차의 신도색이 나온 이후 도입분부턴 적색의 경광등만 달고 나오게 되었다. 소방차를 포함하여 119에서 쓰이는 모든 차종들은 모두 적색의 경광등을 사용한다. 이외에 군에서 쓰이는 구급차도 일부는 적색의 단일 경광등을 사용한다.

### 구급차에 쓰이는 경광등
구급차에 쓰이는 경광등은 녹색의 단일 경광등이며 2014년부터 신도색으로 도입되는 119구급차와 일부의 군에서 쓰이는 구급차 외에는 나머지의 구급차들은 전부 녹색의 경광등을 사용한다. 혈액운반차에도 쓰이는 경광등이다. 2014년에 신도색을 하기 이전의 119구급차에서는 녹색의 경광등을 달았던 차종도 있었다.

### 이외의 긴급자동차에 쓰이는 경광등
위에서 나열한 긴급자동차들 외에 나머지의 긴급자동차들이 사용하는 경광등으로 황색의 단일 경광등을 사용한다. 지방경찰청장이 별도로 임명한 긴급자동차들이 여기에 해당되며 견인차 등도 사용하는 경광등이다.

### 나라별 사용하는 경광등
긴급자동차에 주로 사용되는 경광등은 나라마다 천차만별이다. 
소방차, 구급차, 경찰차를 제외한 긴급자동차의 경우는 다른 나라에서도 대한민국과 똑같이 황색으로 채용되지만 여기에서도 일본은 황색 외에 청색, 녹색, 자주색이 사용되기도 한다. 
러시아의 경우도 황색 외에 백색의 경광등이 사용되기도 하며 캐나다에선 황색+백색, 자주색, 녹색, 백색이 자주 사용된다. 소방차, 구급차, 경찰차와 같은 경우론 대한민국에선 경찰차는 적색+청색, 소방차는 적색, 구급차는 녹색으로 규정되지만 다른 나라에선 대한민국하고 다른 경우가 많다. 
유럽의 경우는 대다수의 나라가 소방차, 구급차, 경찰차의 경광등을 청색으로 사용하며 예외로 러시아, 헝가리, 그리스가 경찰차의 경우에선 대한민국과 똑같이 적색+청색인 경우들도 있지만 다른 유럽의 나라들처럼 아예 청색 단일 경광등을 채용한 경우도 있다. 
다만 그리스는 소방차는 대한민국처럼 적색의 경광등을 사용하며 구급차의 경우는 적색+청색을 사용하는 경우도 있다. 
일본에서는 소방차, 구급차, 경찰차의 경광등을 전부 적색으로 사용하고 있다. 
북한, 중국, 홍콩에선 경찰차는 대한민국과 똑같이 적색+청색을 사용하며 소방차도 대한민국과 똑같이 적색을 사용하지만 구급차는 대한민국과는 달리 청색의 단일 경광등을 사용한다. 
인도네시아의 경우는 경찰차는 청색의 단일 경광등을 사용하며 소방차는 대한민국과 똑같이 적색을 사용하고 구급차는 적색+백색+금색이 사용된다. 
캐나다와 미국의 경우에선 경찰차는 적색+청색의 경광등, 적색+백색, 청색의 단일 경광등을 사용하며 소방차는 적색의 단일 경광등을 사용하고 구급차는 적색+백색+금색 등의 색을 사용한다. 몽골과 아르헨티나는 대한민국과 똑같이 구급차는 녹색의 경광등을 사용한다. 
다만 아르헨티나는 소방차에선 대한민국과 똑같이 적색의 단일 경광등을 사용하지만 경찰차는 청색의 단일 경광등을 사용하는 것이 대한민국과 다른 점이 된다.

## 같이 보기
- 사이렌
- 긴급자동차